# Don Francesco
Il Don Francesco è un catamarano appartenente alla compagnia di navigazione italiana SNAV ed in servizio per Laziomar.

## Servizio
Varato il 30 agosto 2000 nel cantiere navale Kværner Fjellstrand di Omastrand con il nome di Solidor 5 e consegnato il 29 dicembre successivo alla Emeraude Lines, prendendo servizio il 5 gennaio 2001 nei collegamenti tra Saint-Malo, Guernsey e Jersey.
Nel 2004, con il fallimento della Emeraude Lines, viene trasferito alla nuova Emeraude Jersey Ferries.
Nel gennaio del 2006 viene noleggiato alla SNAV e, ribattezzato Don Francesco, salpa il 7 gennaio da St. Nazaire, giungendo a Napoli il 12 gennaio. Sottoposto a lavori di ristrutturazione, prende successivamente servizio nei collegamenti tra Napoli, Sorrento e Capri.
A maggio del 2006 passa a titolo definitivo alla SNAV.
Nel 2015 viene noleggiato a lungo termine alla Laziomar, prendendo servizio nei collegamenti tra Formia, Ponza e Ventotene, dove opera tutt'oggi.

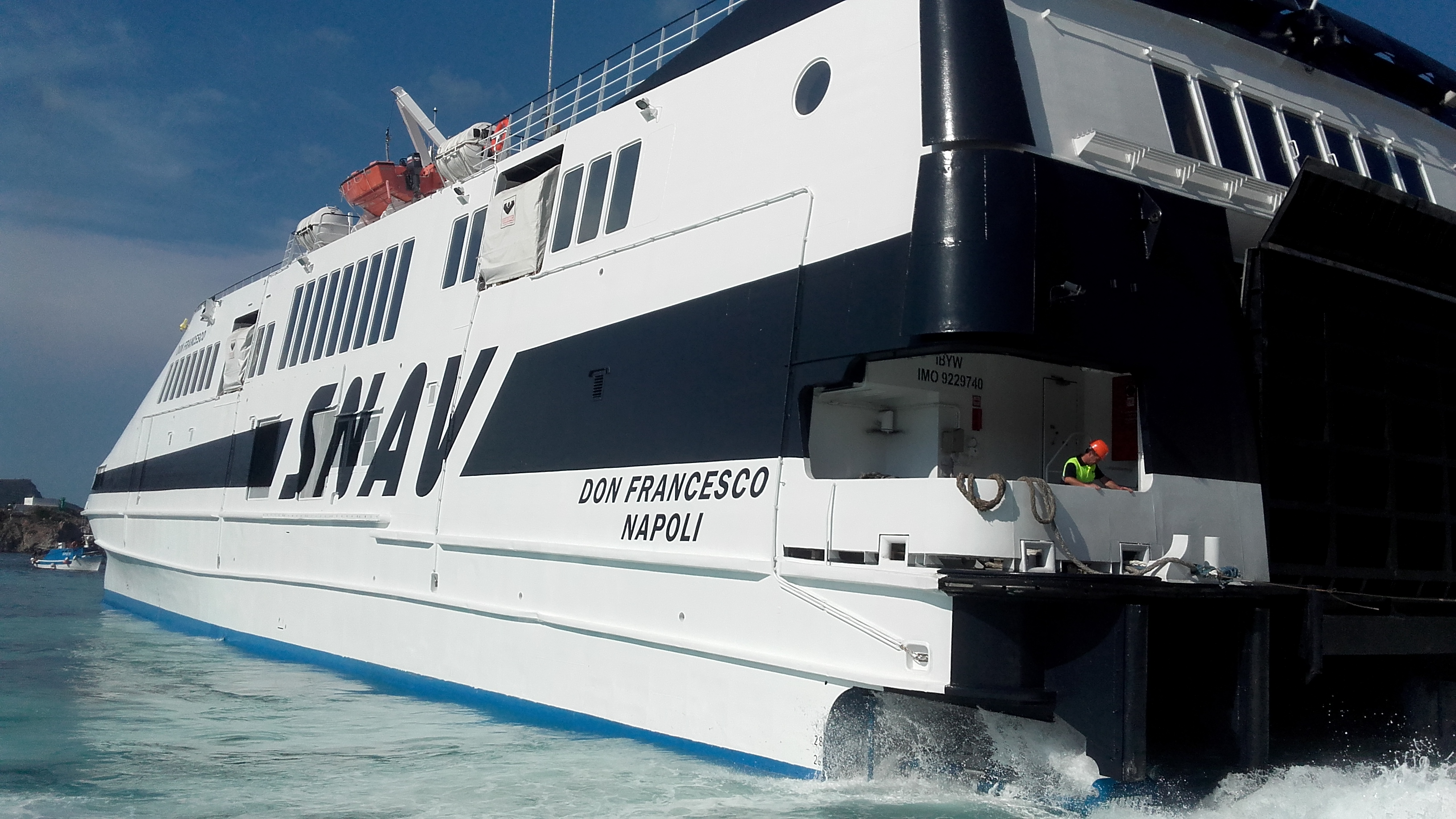
Il Don Francesco in arrivo a Ponza nel 2018.

## Navi gemelle
- Ruby Express
- Ceuta Jet
- Sama-1
- Santa Lucia